# Жуково

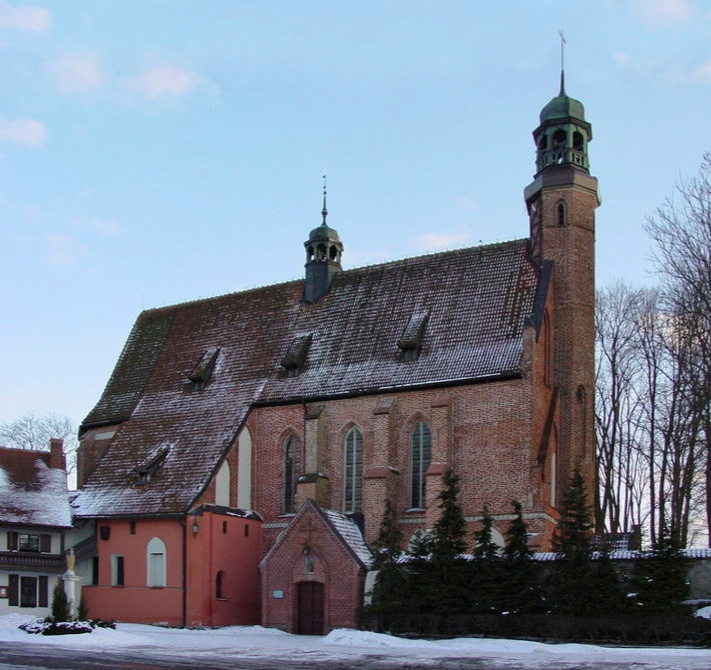
Костел

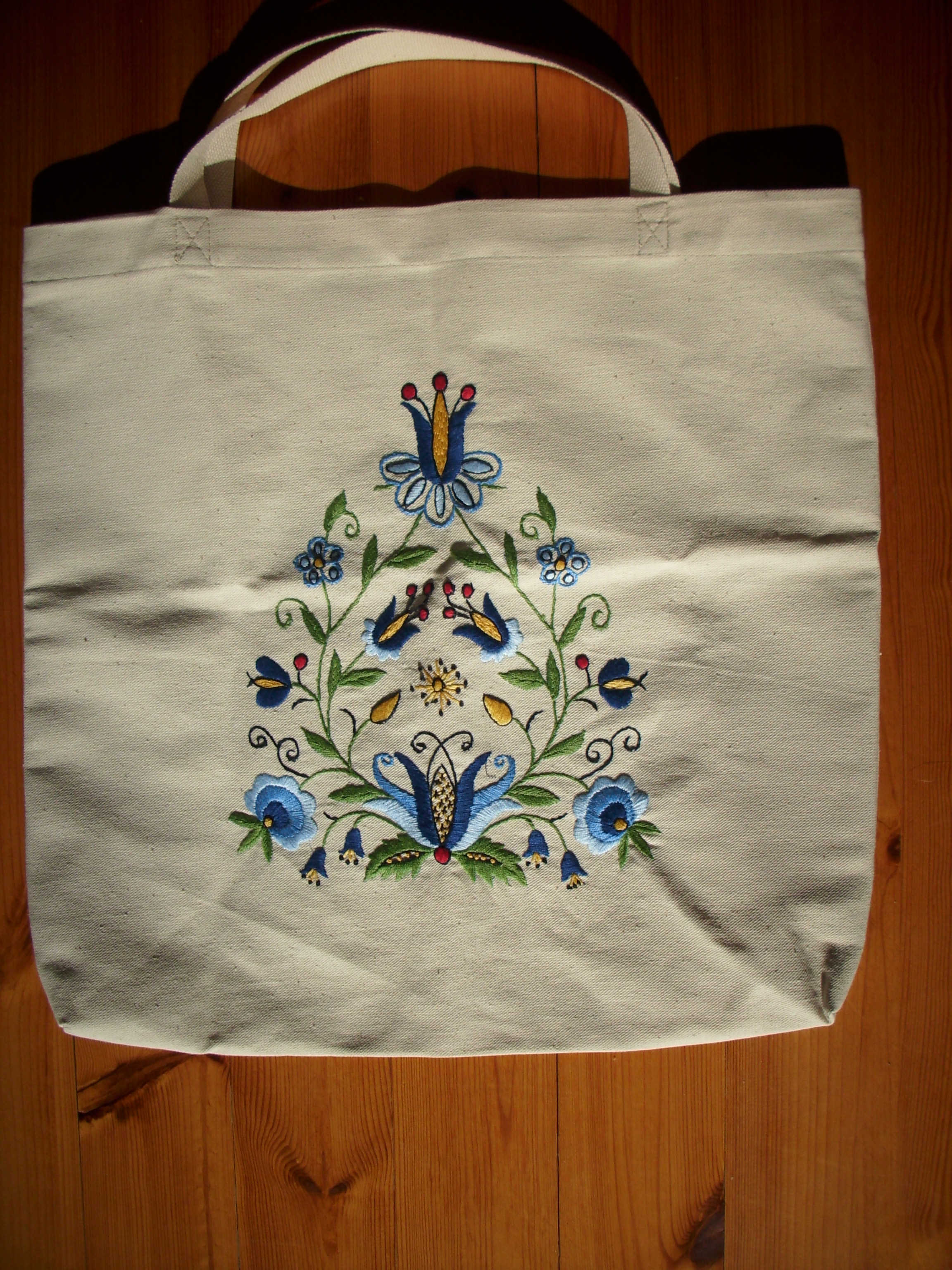

Жуко́во (пол. Żukowo, каш. Żukòwò, нім. Zuckau) — місто в північній Польщі, на річці Радуня.
Належить до Картузького повіту Поморського воєводства.

## Демографія
Демографічна структура станом на 31 березня 2011 року:
|          | Загалом | Допрацездатний вік | Працездатний вік | Постпрацездатний вік |
| -------- | ------- | ------------------ | ---------------- | -------------------- |
| Чоловіки | 3158    | 762                | 2145             | 251                  |
| Жінки    | 3294    | 737                | 2049             | 508                  |
| Разом    | 6452    | 1499               | 4194             | 759                  |